# Список кавалеров ордена Святой Анны эпохи Екатерины II

## Кавалеры эпохи Екатерины II
1. 28 июня 1762 — Екатерина II, государыня императрица[1][2][3].
2. 10 августа 1762 — Строганов, Александр Сергеевич, граф[1][3].
3. 10 августа 1762 — Обресков, Алексей Михайлович, тайный советник[3].
4. 22 сентября 1762 — Резанов, Гавриил Андреевич, генерал-поручик.
5. 22 сентября 1762 — Ларионов, Василий Иванович, от флота генерал-кригскомиссар.
6. 22 сентября 1762 — Вульф, Иван, генерал-майор и иркутский вице-губернатор.
7. 22 сентября 1762 — Якоби, Варфоломей Валентинович, генерал-майор и селенгинский комендант[4].
8. 22 сентября 1762 — Савин, Никита Саввич, генерал-майор.
9. 22 сентября 1762 — Брандт, Яков Ларионович, генерал-майор.
10. 22 сентября 1762 — Репнин, Николай Васильевич, князь, генерал-майор, чрезвычайный и полномочный при короле прусском министр[1][3].
11. 22 сентября 1762 — Бибиков, Александр Ильич, генерал-майор.
12. 22 сентября 1762 — Остерман, Фёдор Андреевич, граф, генерал-майор[5].
13. 22 сентября 1762 — Шетнев, Николай Лаврентьевич, генерал-майор.
14. 22 сентября 1762 — Маслов, Алексей Михайлович, генерал-майор.
15. 22 сентября 1762 — Муравьёв, Николай Ерофеевич, инженер-генерал-майор[3].
16. 22 сентября 1762 — Багратион, Афанасий Леонович[англ.], царевич грузинский, генерал-майор и московский комендант.
17. 22 сентября 1762 — Шиллинг, Иван, генерал-майор.
18. 22 сентября 1762 — Рославлев, Николай Иванович, генерал-майор.
19. 22 сентября 1762 — Ушаков, Степан Фёдорович, действительный статский советник и новгородский губернатор.
20. 22 сентября 1762 — Кашкин, Пётр Гаврилович, контр-адмирал.
21. 22 сентября 1762 — Ивинский, Матвей Михайлович, генерал-майор.
22. 10 ноября 1763 — Порошин, Андрей Иванович, генерал-майор. Умер генерал-поручиком 31 января 1784 года.
23. 16 ноября 1763 — Бестужев-Рюмин, Алексей Петрович, генерал-фельдмаршал[1][6]
24. 176? — Люкнер, Николя, французский генерал-поручик[7].
25. 176? — Будлянский, Михаил Власьевич, тайный советник и действительный камергер[7].
26. 176? — Лицау, мекленбургский тайный советник[7].
27. 176? — Медем, королевский польский тайный советник и камергер[7].
28. 176? — Роникиер, Михал Александр, чашник литовский (пол. Michał Aleksander Ronikier (1728—1802))[7].
29. 176? — Эльмпт, Иван Карпович, барон, генерал-аншеф[3][7].
30. 176? — Вяземский, Александр Алексеевич, князь, действительный тайный советник[1][3][7].
31. 1764 — Фридрих Людвиг Ангальт-Бернбургский, принц.
32. 1764 — Виктор Амадей Ангальт-Бернбургский, принц[1][3].
33. 1764 — Фуллертон (Фурлейтон), Роман Иванович, генерал-поручик.
34. 1764 — Горский, Михал Ян[лит.], польский векшняйский воевода.
35. 1764 — Головцын, Егор Андреевич, генерал-майор и архангелогородский губернатор.
36. 22 сентября 1764 — Козлов, Иван Иванович, тайный советник и генерал-рекетмейстер[3].
37. 22 сентября 1764 — Бекетов, Никита Афанасьевич, генерал-майор и астраханский губернатор, бывший потом генерал-поручик. Умер 9 июля 1794 года.
38. 5 декабря 1764 — Остерман, Иван Андреевич, граф, генерал-майор[1][3].
39. январь 1765 — Голицын, Пётр Яковлевич, князь, премьер-майор Лейб-гвардии Конного полка[8].
40. 3 февраля 1765 — Гербель, Родион Николаевич, инженер генерал-майор[3].
41. 3 февраля 1765 — Голенищев-Кутузов, Илларион Матвеевич, инженер генерал-майор.
42. 3 февраля 1765 — Щербинин, Евдоким Алексеевич, генерал-майор и лейб-гвардии Измайловского полка премьер-майор. Умер 26 ноября 1783 года, будучи генерал-поручиком.
43. 1765? — Бергфельд, голштинский конференц советник[7].
44. 1765? — Сиверс, королевский датский камергер и обер-амтман[7].
45. 1765? — Ниман, королевский датский конференц-советник и обер-амтман[7].
46. 1765? — Варендорф, Якоб Фридрих фон[нем.], советник конференции и директор канцелярии герцога Ольденбургского[7].
47. 1765? — Квален, Геннинг фон[нем.]?, королевский датский конференц-советник[7].
48. 7 марта 1765 — Книгге, Филипп Карл, барон, курляндский гофмаршал (нем. von Knigge).
49. 7 марта 1765 — Клопман, Иоганн Эрнст фон[нем.], курляндский канцлер и обер-рат.
50. 7 марта 1765 — Остервальд, Тимофей Иванович, тайный советник[3].
51. 7 марта 1765 — Данненберг, Яков Иванович, генерал-майор.
52. 1 июля 1765 — Нагаев, Алексей Иванович, вице-адмирал[3].
53. 22 сентября 1765 — Голицын, Николай Михайлович, князь, гофмаршал и действительный камергер[3].
54. 22 сентября 1765 — Чичерин, Денис Иванович, генерал-майор и тобольский губернатор[3].
55. 22 сентября 1765 — Теплов, Григорий Николаевич, тайный советник[3].
56. 22 сентября 1765 — Козловский, Михаил Семёнович, князь, смоленский губернатор.
57. 22 сентября 1765 — Эленд фон Элендсгейм, Готфрид Генрих[нем.], голштинский конференц советник.
58. 22 сентября 1765 — Забелло, Антоний, польский маршалок ковенский.
59. 22 сентября 1765 — Александрович, Томаш, польский камергер.
60. 22 сентября 1765 — Спиридов, Григорий Андреевич, адмирал[1][3].
61. февраль 1766 — Салтыков, Николай Иванович, генерал-майор[1][3].
62. февраль 1766 — Долгоруков, Пётр Сергеевич, князь, генерал-майор.
63. 14 апреля 1766 — Философов, Михаил Михайлович, генерал-майор[1][9].
64. 14 апреля 1766 — Мальцан, Иоахим Андреас, граф, прусский статс-министр (нем. von Maltzahn).
65. июль 1766 — Собакин, Михаил Григорьевич, тайный советник, сенатор и государственной коллегии Иностранных дел член. Умер 6 февраля 1773 года.
66. июль 1766 — Фердинанд Казимир Изенбург-Вехтерсбахский[англ.], владетельный граф.
67. июль 1766 — Суворов, Василий Иванович, генерал-аншеф[10].
68. июнь 1766 — Прозоровский, Александр Александрович, князь, генерал-майор[1][3].
69. июнь 1766 — Шувалов, Андрей Петрович, граф, тайный советник и сенатор[1][3].
70. июнь 1766 — Симолин, Карл Матвеевич, действительный статский советник.
71. 22 сентября 1766 — Внуков, Лука Фёдорович, артиллерии генерал-поручик.
72. 22 сентября 1766 — Фёлькерзам, Вилим Вилимович фон, артиллерии генерал-поручик.
73. 22 сентября 1766 — Козмин, Сергей Матвеевич, действительный статский советник[3][11].
74. 26 января 1767 — Сиверс, Яков Ефимович, генерал-майор и новгородский губернатор[1][3].
75. 26 января 1767 — Сумароков, Александр Петрович, действительный статский советник. Умер 1 октября 1777 года.
76. 26 января 1767 — Кочубей, Семён Васильевич, генеральный обозный и член Малороссийской коллегии. Умер 12 декабря 1779 года.
77. 26 января 1767 — Эттингер, Иоганн фон, инженер-генерал-майор (нем. Johann von Oettinger (1714—1767)).
78. 26 января 1767 — Аршеневский, Яков Степанович, генерал-поручик и Нижегородский губернатор.
79. 26 января 1767 — Кречетников, Пётр Никитич, генерал-майор.
80. 26 января 1767 — Скоржевский, Михал[пол.], польский маршал воеводств Познанского и Калишского.
81. 26 января 1767 — Унру, Александр, граф, польский староста Хаммерштайнский (пол. Alexander von Unruh).
82. 26 января 1767 — Лазоцкий, Антоний[пол.], польский каштелян гостынинский.
83. 26 января 1767 — Радзивилл, Станислав?, князь, бывший конной Литовской гвардии полковник.
84. 26 января 1767 — Подосский, Михал Иероним[пол.]?, польский подкоморий  добжиньский.
85. 26 января 1767 — Голицын, Пётр Алексеевич, князь, камергер и гвардии Измайловского полка секунд-майор, потом обер-егермейстер[1][3].
86. 1768 — Маслов, Михаил Яковлевич, генерал-майор.
87. 1768 — Квашнин-Самарин, Андрей Никитич, действительный статский советник и казанский генерал-губернатор.
88. 28 июня 1768 — Апраксин, Пётр Фёдорович, граф, генерал-майор, потом генерал-лейтенант.
89. 28 июня 1768 — Подгоричани, Иван Михайлович?, граф, генерал-майор.
90. 28 июня 1768 — Игнатьев, Яков Лукич, генерал-майор.
91. 28 июня 1768 — Адодуров, Василий Евдокимович, тайный советник, сенатор и бывший в Московском университете куратор. Умер 5 ноября 1780 года.
92. 28 июня 1768 —  Измайлов, Иван Михайлович, генерал-майор[3].
93. 28 июня 1768 — Всеволожский, Всеволод Алексеевич, тайный советник, сенатор и камергер[3].
94. 28 июня 1768 — Маруцци, Павел (Пано), маркиз, действительный статский советник.
95. 22 сентября 1768 — Прозоровский, Александр Александрович, князь, генерал-майор. Умер 7 августа 1769 года.
96. 22 сентября 1768 — Рейнсдорп, Иван Андреевич, генерал-поручик и оренбургский губернатор[3].
97. 22 сентября 1768 — Молино (Молина, Демолино), Иосиф Лаврентьевич де, барон, генерал-майор.
98. 24 февраля 1769 — Сенявин, Алексей Наумович, контр-адмирал[1][3].
99. 24 февраля 1769 — Меллер, Иван Иванович, артиллерии генерал-майор[1][3].
100. 24 августа 1769 — принц Карл Фридрих Баденский[1][3].
101. 24 августа 1769 — Ирман, Андрей Аврамович, генерал-майор.
102. 24 августа 1769 — Тотлебен, Готтлоб Курт Генрих, граф, генерал-майор[10][12].
103. 24 августа 1769 — Каменский, Михаил Федотович, генерал-майор[1][3].
104. 24 августа 1769 — Глебов, Фёдор Иванович, генерал-майор[3].
105. 24 августа 1769 — Голицын, Алексей Борисович, князь, генерал-майор. Умер в ноябре 1792 года.
106. 20 сентября 1769 — Ступишин, Алексей Алексеевич, генерал-майор[3].
107. 20 сентября 1769 — Давыдов, Иван Иванович, генерал-майор и конной гвардии премьер-майор.
108. 17?? — Орлов, Григорий Никитич, гофмаршал и камергер[3][7].
109. 17?? — Орлов, Григорий Григорьевич[1][3][13].
110. (24 ноября)? 1770 — Долгоруков, Юрий Владимирович, князь, генерал-майор[1][3].
111. 1770 — Потёмкин, Григорий Александрович, генерал-майор и камергер[1][3].
112. 1770 — Чарторыйский, Пётр?, князь, генерал-майор.
113. 1770 — Редерн, Сигизмунд Эренрейх[нем.], прусский гофмаршал и камергер.
114. 1770 — Замятин, Александр Гаврилович, генерал-майор.
115. 1770 — Бриль, Адам Иванович, генерал-майор и иркутский губернатор.
116. 1770 — Каховский, Михаил Васильевич, генерал-майор[1][3].
117. 1770 — Далке (Дальке, Дальк), Георгий фон, генерал-поручик (нем. von Dahlke).
118. 1770 — Вернес (Верн), Фридрих, генерал-поручик.
119. 1770 — Стрекалов, Степан Фёдорович, генерал-майор[3].
120. 1770 — Бауэр, Фридрих Вильгельм, генерал-поручик[3].
121. 1770 — Унгерн-Штернберг, Карл Карлович, барон, генерал-майор[3].
122. 1770 — Текели, Пётр Абрамович, генерал-майор[3].
123. 1770 — Трубецкой, Юрий Никитич?, князь, действительный тайный советник.
124. сентябрь 1770 — Суворов, Александр Васильевич, генерал-майор[1][3].
125. 1770 — Вяземский, Иван Андреевич, князь, тайный советник и сенатор[3].
126. 1770 — Камынин, Лукьян Иванович, тайный советник и сенатор[3].
127. 1770 — Волков, Дмитрий Васильевич, тайный советник и сенатор[3].
128. 1770 — Вульф, Карл Иванович фон, артиллерии генерал-майор[3].
129. 1770 — Тургенев, Николай Иванович, артиллерии генерал-майор. Умер 20 апреля 1790 года.
130. 1770 — Щербатов, Фёдор Фёдорович , князь, генерал-майор.
131. 1770 — Романус, Аврам Иванович, генерал-майор[3].
132. 1771 — Соймонов, Михаил Фёдорович, тайный советник и директор Берг-коллегии[1][9].
133. 1771 — Гротенгельм, Георгий Евстафьевич, генерал-майор.
134. август 1771 — Гудович, Иван Васильевич, генерал-майор[1][3].
135. август 1771 — Кречетников, Михаил Никитич, генерал-майор[1][3].
136. август 1771 — Озеров, Семён Петрович, генерал-майор[3].
137. август 1771 — Мусин-Пушкин, Валентин Платонович, граф, генерал-майор[1][3].
138. 1772 — Кашкин, Евгений Петрович, генерал-майор и лейб-гвардии Семёновского полку премьер-майор[3].
139. 1772 — Маслов, Иван Иванович, генерал-майор.
140. 1772 — Щербачёв, Алексей Логинович, генерал-майор[3].
141. 1772 — Голицын, Пётр Михайлович, князь, генерал-майор[3].
142. 1772 — Ржевский, Степан Матвеевич, генерал-майор. Умер 29 ноября 1783 года.
143. 1772 — Бенкендорф, Иван Иванович, генерал-поручик и ревельский обер-комендант.
144. октябрь 1772 — Чичагов, Василий Яковлевич, контр-адмирал[1][3].
145. октябрь 1772 — Елманов, Андрей Власьевич, вице-адмирал[3].
146. октябрь 1772 — Назимов, Савва Максимович, генерал-майор.
147. 1773 — Ридезель, Иоганн Герман ? фон, барон, гессен-дармштадтский обер-егермейстер (нем. Johann Hermann Riedesel zu Eisenbach (1740—1785)).
148. 177? — Тизенгаузен, Берендт Генрих[эст.], граф, эстляндский ландрат[7].
149. 177? — Якоби, Иван Варфоломеевич, генерал-поручик и астраханский губернатор[3][7].
150. 177? — Ребиндер, Иван Михайлович, генерал-поручик[3][7].
151. 28 мая 1773 — Барятинский, Иван Сергеевич, князь, генерал-майор и полномочный в Париже министр[3].
152. 1773 — Перфильев, Степан Васильевич, генерал-майор.
153. 1773 — Мелиссино, Пётр Иванович, артиллерии генерал-майор[3].
154. 1773 — Ливен, Андрей Христианович, артиллерии генерал-майор (нем. Otto Heinrich Andreas von Lieven (1726—1781)).
155. 1774 — Нарышкин, Александр Иванович, тайный советник и камергер.
156. 1774 — Багратиони, Леван, царевич грузинский.
157. 1774 — Грейг, Самуил Карлович, контр-адмирал[1][3].
158. 1774 — Дик, Джон, английский генеральный консул в Ливорно (англ. John Dick (1721-1804)).
159. 1774 — Карафа, Джорджио (итал. Giorgio Carafa), граф, неаполитанский генерал-поручик[3].
160. 1774 — Фрейман, Фёдор Юрьевич, генерал-майор.
161. 1774 — Мансуров, Павел Дмитриевич, генерал-майор[3].
162. 1774 — Барш, Иван Яковлевич, контр-адмирал[3].
163. 1774 — Мещерский, Платон Степанович, князь, генерал-майор[1][3].
164. 1774 — Чертков, Василий Алексеевич, генерал-майор[3].
165. 25 декабря 1774 — Людвиг IX, владетельный ландграф Гессен-Дармштадтский[1][3].
166. 25 декабря 1774 — Людвиг, наследный принц Гессен-Дармштадтский[1][3].
167. 1775 — Голенищев-Кутузов, Иван Логгинович, вице-адмирал[1][3].
168. 1775 — Кохиус, Иван Иванович, генерал-майор.
169. 1775 — Шипов, Михаил Иванович, генерал-майор.
170. 1775 — Олсуфьев, Павел Матвеевич, генерал-поручик.
171. 1775 — Мордвинов, Михаил Иванович, генерал-инженер.
172. 1775 — Энгельгардт, Вильгельм Карпович, генерал-майор.
173. 1775 — Райзер, Викентий Викентьевич, генерал-майор.
174. 1775 — Волков, Аполлон Андреевич, генерал-майор[9].
175. 1775 — Муромцев, Матвей Васильевич, генерал-майор и новороссийский губернатор.
176. 10 июля 1775 — Нащокин, Воин Васильевич, генерал-майор.
177. 10 июля 1775 — Жуков, Афанасий Семёнович, генерал-поручик. Умер 1 октября 1792 года.
178. 10 июля 1775 — Хитрово, Пётр Васильевич, президент Коллегии экономии.
179. 10 июля 1775 — Демидов, Иван Васильевич, генерал-цейхместер.
180. 10 июля 1775 — Базбаль, Христиан Иванович, контр-адмирал.
181. 10 июля 1775 — Ганнибал, Иван Абрамович, генерал-цейхместер[3].
182. 1776 — Щит, Иозеф[пол.]?, польского непременного совета член.
183. 1776 — Соллогуб, Ержи, польский граф (пол. Jerzy Sołłohub (1751-1777)).
184. 10 июля 1776 — Шембек, Александр Яковлевич?, польский граф (пол. Aleksander Szembek).
185. 1776 — Сулковский, Антоний, князь[1][10].
186. 1776 — Гуровский, Александр, граф, польский подкоморий гнезненский (пол. Aleksander Gurowski (1719-1779)).
187. 1776 — Четвертинский, Каетан[пол.], польский князь.
188. 1776 — Квилецкий, Францишек Антоний[пол.], польского непременного совета член.
189. 1777 — Дурново, Николай Дмитриевич, генерал-кригскомиссар[3].
190. 1777 — Апухтин, Адам Акимович, генерал-поручик и государственной военной коллегии член.
191. 1777 — Бот фон, ольденбургского герцога гофмаршал.
192. 1777 — Вырубов, Пётр Иванович, тайный советник, сенатор и камергер[3].
193. 1777 — Обухов, Иван Васильевич, тайный советник и камергер[3].
194. 1777 — Бибиков, Василий Ильич, тайный советник и камергер.
195. 1777 — Протасов, Григорий Григорьевич, тайный советник, сенатор и камергер.
196. 1777 — Несвицкий, Иван Васильевич, князь, тайный советник и камергер[3].
197. 1777 — Чертков, Евграф Александрович, тайный советник и камергер[3].
198. 1777 — Потёмкин, Павел Сергеевич, генерал-майор[3].
199. 1777 — Кашкин, Аристарх Петрович, генерал-майор.
200. 1777 — Бальмен, Антон Богданович де, граф, генерал-майор[3].
201. 28 июня 1777 — Волконский, Григорий Семёнович, князь, генерал-майор[1][3].
202. 20 декабря 1777 — Александр Павлович, великий князь[1][3].
203. 1778 — Долгоруков, Владимир Сергеевич, князь, инженер-генерал-поручик и чрезвычайный при прусском дворе посланник.
204. 28 июня 1778 — Неплюев, Николай Иванович, тайный советник и сенатор.
205. 28 июня 1778 — Самойлов, Николай Борисович, тайный советник и сенатор.
206. 28 июня 1778 — Толстой, Фёдор Матвеевич, генерал-майор и лейб-гвардии Преображенского полка премьер-майор.
207. 28 июня 1778 — Баннер, Пётр Петрович, генерал-поручик.
208. 28 июня 1778 — Пурпур, Андрей Яковлевич, генерал-поручик.
209. 22 сентября 1778 — Щербатов, Михаил Михайлович, князь, тайный советник и камергер. Умер 12 декабря 1790 года.
210. 22 сентября 1778 — Кашталинский, Матвей Фёдорович, обер-церемониймейстер[9].
211. 22 сентября 1778 — Черкасов, Иван Иванович, барон, вице-адмирал.
212. 22 сентября 1778 — Кличка, Франц Николаевич, генерал-майор и иркутский губернатор.
213. 22 сентября 1778 — Волконский, Пётр Михайлович, князь, правительствующего сената обер-прокурор.
214. 22 сентября 1778 — Языков, Николай Данилович, генерал-майор и новороссийский губернатор.
215. март 1779 — Тутолмин, Тимофей Иванович, генерал-майор и правитель Тверского наместничества[1][3].
216. март 1779 — Горский, Адам Михайлович[лит.], польский староста векшняйский.
217. 5 мая 1779 — Константин Павлович, великий князь[1][3].
218. 5 мая 1779 — Салтыков, Михаил Михайлович, тайный советник.
219. 5 мая 1779 — Пуговишников, Иван Осипович, тайный советник и член Коллегии иностранных дел.
220. 5 мая 1779 — Бакунин, Пётр Васильевич-меньшой, действительный статский советник и член Коллегии иностранных дел.
221. 5 мая 1779 — Борзов, Николай Владимирович, генерал-майор.
222. 5 мая 1779 — Леонтьев, Михаил Николаевич, генерал-майор.
223. 5 мая 1779 — Архаров, Николай Петрович, генерал-майор и Московский обер-полицмейстер[1][3].
224. 29 сентября 1779 — Остен-Сакен, Карл Магнус (Карл Иванович), барон, действительный статский советник[3].
225. 29 сентября 1779 — Пастухов, Пётр Иванович, действительный статский советник[9].
226. 1 января 1780 — Свистунов, Пётр Семёнович, генерал-поручик и правитель Курского наместничества, потом действительный тайный советник и сенатор. Умер в 1808 году[9].
227. 1 января 1780 — Фабрициан, Фёдор Иванович, генерал-майор.
228. 29 января 1780 — Фридрих Вильгельм Карл, принц Вюртемберг-Штутгартский, затем вюртембергский король[1][3].
229. 24 ноября 1780 — Рябинин, Михаил Ильич, генерал-интендант и Государственной адмиралтейств-коллегии член.
230. 24 ноября 1780 — Норов, Дмитрий Артамонович, генерал-майор. Умер 27 января 1788 года.
231. 24 ноября 1780 — Колюбакин, Сергей Иванович, генерал-поручик.
232. 9 апреля 1781 — Куракин, Александр Борисович, князь, действительный камергер[1][9].
233. 22 апреля 1781 — Лопухин, Авраам Степанович, генерал-майор, а потом генерал-поручик.
234. 22 апреля 1781 — Потапов, Устин Сергеевич, генерал-майор.
235. 22 апреля 1781 — Долгоруков, Василий Васильевич, князь, генерал-майор и лейб-гвардии Семёновского полка секунд-майор[9].
236. 22 апреля 1781 — Поливанов, Иван Игнатьевич, генерал-майор и правитель Саратовского наместничества.
237. 22 апреля 1781 — Чернышёв, Иван Львович, генерал-майор. Умер в 1791 году.
238. 22 апреля 1781 — Талызин, Пётр Фёдорович, генерал-майор[3].
239. 1 октября 1781 — Уваров, Александр Фёдорович, генерал-майор, а потом генерал-поручик.
240. 1782 — Левашов, Василий Иванович, генерал-майор[1][3].
241. 24 ноября 1782 — Гандвиг, Карл Егорович, генерал-поручик.
242. 24 ноября 1782 — Огарёв, Николай Гаврилович, генерал-поручик.
243. 24 ноября 1782 — Заборовский, Иван Александрович, генерал-поручик[3].
244. 24 ноября 1782 — Борисов, Иван Антонович, вице-адмирал.
245. 24 ноября 1782 — Голицын, Дмитрий Алексеевич, князь, тайный советник, камергер и министр в Турине. Умер в Брауншвейге 6 марта 1803 года.
246. 24 ноября 1782 — Муравьёв, Никита Артамонович, тайный советник и сенатор[14].
247. 24 ноября 1782? — Де Волтерс, конференции советник и директор ольденбургской канцелярии[15].
248. 24 ноября 1782 — Маслов, Николай Иванович, тайный советник и сенатор[1][9].
249. 24 ноября 1782 — Резанов, Иван Гаврилович, тайный советник и сенатор.
250. 24 ноября 1782 — Олсуфьев, Фёдор Яковлевич, генерал-майор и лейб-гвардии Измайловского полка секунд-майор. Умер 8 июня 1783 года.
251. 1783 — Миних, Христофор Сергеевич (Бурхард Кристоф), граф, действительный камергер[14].
252. 7 мая 1783 — Ланской, Александр Дмитриевич, генерал-майор и флигель-адъютант. Умер 25 июня 1784 года.
253. 6 августа 1783 — Эпинус, Франц Ульрих Теодор, действительный статский советник.
254. 6 августа 1783 — Пиль, Иван Алферьевич, генерал-поручик и правитель псковского наместничества. Умер 20 марта 1801 года.
255. 178? — Багратиони, Юлон, царевич карталинский[7].
256. январь 1784 — Дерфельден, Отто Вильгельм Христофорович, генерал-поручик[1][3].
257. январь 1784 — Каульбарс, Карл Иванович, генерал-майор.
258. январь 1784 — Левашов, Александр Иванович, генерал-майор, потом генерал-лейтенант. Умер 7 декабря 1811 года.
259. январь 1784 — Акчурин, Сергей Васильевич, святейшего правительствующего синода обер-прокурор.
260. 3 февраля 1784 — Шепелев, Пётр Амплиевич, генерал-майор, потом действительный тайный советник и сенатор[16].
261. 22 декабря 1784 — Гейкинг, Христофор Иванович, генерал-поручик.
262. 22 декабря 1784 — Розен, Владимир Иванович, барон, генерал-майор.
263. 22 декабря 1784 — Любомирский, Франтишек Ксаверий, князь, генерал-майор[17].
264. 22 сентября 1785 — Бегичев, Матвей Семёнович, артиллерии генерал-поручик.
265. 22 сентября 1785 — Круз, Александр Иванович, вице-адмирал[1][3].
266. 22 сентября 1785 — Перекусихин, Василий Саввич, тайный советник и сенатор.
267. 22 сентября 1785 — Долгоруков, Михаил Васильевич, князь, тайный советник и сенатор.
268. 22 сентября 1785 — Зиновьев, Степан Степанович, тайный советник и полномочный при испанском дворе министр.
269. 22 сентября 1785 — Нарышкин, Алексей Васильевич, тайный советник, сенатор и камергер.
270. 22 сентября 1785 — Ржевский, Алексей Андреевич, тайный советник, сенатор и камергер[9].
271. 22 сентября 1785 — Мусин-Пушкин, Алексей Семёнович, тайный советник, сенатор и камергер, потом действительный тайный советник.
272. 22 сентября 1785 — Бибиков, Юрий Богданович, генерал-майор, потом генерал-лейтенант[18].
273. 22 сентября 1785 — Фаминцын, Сергей Андреевич, генерал-майор, потом генерал-лейтенант.
274. 7 ноября 1785 — Штольберг, Фредерик Леопольд[нем.]?, граф, ольденбургского герцога обер-шенк.
275. 22 сентября 1786 — Мелиссино, Иван Иванович, тайный советник и императорского Московского университета куратор. Умер 23 марта 1795 года.
276. 22 сентября 1786 — Волков, Пётр Лукич, генерал-майор.
277. 22 сентября 1786 — Ферзен, Иван Евстафьевич, барон, генерал-майор[3].
278. 22 сентября 1786 — Нелединский-Мелецкий, Александр Юрьевич, тайный советник и камергер[9].
279. 5 октября 1786 — Гагарин, Гавриил Петрович, князь, обер-прокурор сената, потом генерал-прокурор и действительный тайный советник. Умер в 1807 году[1][9].
280. 5 октября 1786 — Дмитриев-Мамонов, Александр Матвеевич, генерал-майор и флигель-адъютант[3].
281. 22 ноября 1786 — Апраксин, Степан Степанович, генерал-майор, потом генерал от кавалерии[16].
282. 1787 — Рахманов, Николай Михайлович, генерал-майор.
283. 21 сентября 1787 — Высоцкий, Николай Петрович, генерал-майор.
284. 29 июня 1788 — Мордвинов, Николай Семёнович, вице-адмирал[1][3].
285. 29 июня 1788 — Джонс, Джон Пол, контр-адмирал.
286. 29 июня 1788 — Татищев, Николай Алексеевич, генерал-майор[1][3].
287. 21 апреля 1789 — Голенищев-Кутузов, Михаил Илларионович, генерал-майор[1][3].
288. 21 апреля 1789 — Спренгтпортен, Георг Магнус, барон, генерал-майор[9].
289. 21 апреля 1789 — Загряжский, Иван Александрович, генерал-майор[3].
290. 21 апреля 1789 — Змеев, Иван Петрович, генерал-лейтенант.
291. 21 апреля 1789 — Войнович, Марко Иванович, граф, контр-адмирал.
292. 21 апреля 1789 — Дунин, Иван Петрович, генерал-майор[3].
293. 22 августа 1789 — Турчанинов, Пётр Иванович, генерал-майор.
294. 22 августа 1789 — Балле, Иван Петрович, генерал-майор[9].
295. 24 ноября 1789 — Попов, Василий Степанович, генерал-майор[3].
296. 6 июля 1790 — Зубов, Платон Александрович, генерал-майор[1][3].
297. 6 июля 1790 — Денисов, Фёдор Петрович, генерал-майор[3].
298. 6 июля 1790 — Пален, Пётр Алексеевич, генерал-майор[1][3].
299. 8 сентября 1790 — Дельвиг, Карл Иванович, барон, генерал-поручик и выборгский обер-комендант.
300. 8 сентября 1790 — Тучков, Алексей Васильевич, инженер генерал-поручик.
301. 8 сентября 1790 — Шульц фон Ашераден, Вильгельм Васильевич, барон, генерал-поручик Wilhelm Schulz von Ascheraden.
302. 8 сентября 1790 — Коновницын, Пётр Петрович, генерал-поручик.
303. 8 сентября 1790 — Протасов, Александр Яковлевич, генерал-майор[3].
304. 8 сентября 1790 — Бабарыкин (Боборыкин), Пётр Иванович, генерал-майор[9].
305. 8 сентября 1790 — Буксгевден, Фёдор Фёдорович, генерал-майор[1][9].
306. 8 сентября 1790 — Бенкендорф, Христофор Иванович, генерал-майор[9].
307. 25 марта 1791 — Безбородко, Илья Андреевич, граф, генерал-майор[9].
308. 25 марта 1791 — Львов, Сергей Лаврентьевич, генерал-майор.
309. 1792 — Чернышёв, Григорий Иванович, граф, камергер[19].
310. 2 мая 1793 — Куракин, Алексей Борисович, князь, камергер[1][9].
311. 6 мая 1793 — Кнорринг, Богдан Фёдорович, генерал-майор[16].
312. 6 мая 1793 — Берхман, Фёдор Фёдорович, генерал-майор.
313. 6 мая 1793 — Неплюев, Иван Николаевич, князь, генерал-майор[16].
314. 6 мая 1793 — Шереметев, Василий Сергеевич, генерал-майор.
315. 6 мая 1793 — Колычёв, Степан Степанович, камергер и тайный советник.
316. 6 мая 1793 — Новосильцев, Пётр Иванович, генерал-провиантмейстер.
317. 28 июня 1793 — Хорват, Иосиф Иванович, генерал-майор[3].
318. 2 сентября 1793 — Раутенфельд, Иван Андреевич, генерал-майор.
319. 2 сентября 1793 — Хрущёв, Алексей Иванович, генерал-майор.
320. 2 сентября 1793 — Пистор, Яков Матвеевич, генерал-майор.
321. 2 сентября 1793 — Герман, Иван Иванович, генерал-майор[9].
322. 2 сентября 1793 — Красно-Милашевич, Василий Иванович, генерал-майор[16].
323. 15 сентября 1794 — Ласси, Борис Петрович, генерал-майор[9].
324. 1 января 1795 — Шевич, Георгий Иванович, генерал-поручик[9].
325. 1 января 1795 — Аш, Иван Фёдорович, барон, тайный советник и резидент в Варшаве.
326. 1 января 1795 — Саблуков, Александр Александрович, тайный советник[9].
327. 21 января 1795 — Кушелев, Иван Иванович, тайный советник и сенатор[16].
328. 21 января 1795 — Валуев, Пётр Степанович, тайный советник[9].
329. 8 октября 1795 — Будберг, Андрей Яковлевич, барон, тайный советник[1][3].
330. 3 июня 1796 — Булгаков, Сергей Алексеевич, генерал-майор.
331. 3 июня 1796 — Савельев, Иван Дмитриевич, генерал-майор.
332. 3 июня 1796 — Римский-Корсаков, Александр Михайлович, генерал-майор[1][9].
333. 3 июня 1796 — Беннигсен, Леонтий Леонтьевич, барон, генерал-майор[1][9].
334. 28 июня 1796 — Неклюдов, Пётр Васильевич, бывший правительствующего Сената обер-прокурор.
335. 28 июня 1796 — Панин, Никита Петрович, граф, генерал-майор[9].
336. 28 июня 1796 — Вердеревский, Николай Алексеевич, действительный статский советник.
337. 6 июля 1796 — Николай Павлович, великий князь[1][3].
338. 28 августа 1796 — Карл, принц шведский, Зюдерманландский герцог[1][3].